# Truflica kasztanowata
Truflica kasztanowata (Hydnotrya tulasnei (Berk.) Berk. & Broome) – gatunek grzybów należący do rodziny krążkownicowatych (Discinaceae).

## Systematyka i nazewnictwo
Pozycja w klasyfikacji według Index Fungorum: Hydnotrya, Discinaceae, Pezizales, Pezizomycetidae, Pezizomycetes, Pezizomycotina, Ascomycota, Fungi.
Po raz pierwszy takson ten opisał w 1844 roku Miles Joseph Berkeley, nadając mu nazwę Hydnobolites tulasnei. Obecną nazwę nadali mu w 1846 r. J. Berkeley i Christopher Edmund Broome. Pozostałe synonimy:
- Hydnobolites carneus Corda 1854
- Hydnotrya carnea (Corda) Zobel 1854
- Rhizopogon carneus Corda 1854
- Rhizopogon tulasnei Corda 1854[2].

Polska nazwa według M.A. Chmiel. Ma też drugą nazwę – truflica mięsna (Hydnotrya carnea), dawniej traktowana jako odrębny gatunek, obecnie według Index Fungorum to synonim truflicy kasztanowatej.

## Morfologia
Owocnik
Zamknięty, podziemny lub częściowo podziemny, nieregularnie kulisty o średnicy około 2 cm, czerwonawo-brązowej i mózgowato pofałdowanej powierzchni. Zapach stęchły, u starszych okazów nieprzyjemny. Perydium o grubości 100–160 μm, złożone z brązowych strzępek, bardziej czerwonawo-brązowe pod powierzchnią. Gleba różowa z białymi żyłkami w stanie niedojrzałym, później jasnobrązowa z pomarańczowymi żyłkami, na koniec ciemnobrązowa, fałdująca się w małe nieregularne zagłębienia.
Cechy mikroskopowe
Worki 92,5–162,5×50–70 μm, szeroko cylindryczne lub maczugowate (zwłaszcza niedojrzałe), z (4–)7–8-zarodnikami. Liczne worki znajdują się także w subhymenium. Askospory (20–)25–37,5(–40) μm, nieregularnie ułożone w workach, początkowo szkliste lub jasnopomarańczowe, w miarę dojrzewania przechodzące w czerwonawo-brązowe, na ogół kuliste z dużą, gruboziarnistą, brodawkowatą ścianą o grubości 2,5–10 μm. Parafizy o średnicy 5–7,5 μm, cylindryczne, szkliste, cienkościenne, septowane.

## Występowanie i siedlisko
Truflica kasztanowata występuje głównie w Europie, poza nią podano mniej liczne stanowiska w Ameryce Północnej, Środkowej i Azji. W Polsce M.A. Chmiel w 2006 r. przytoczyła kilkanaście stanowisk tego gatunku, w późniejszych latach również podano wiele jego stanowisk, a najbardziej aktualne podaje internetowy atlas grzybów. Znajduje się w nim na liście gatunków zagrożonych i wartych objęcia ochroną.
Grzyby podziemne lub częściowo podziemne. Występują w lasach liściastych, rzadziej iglastych. Owocniki tworzą od lata do jesieni.
Grzyby ektomykoryzowe żyjące w symbiozie z wieloma gatunkami drzew. Grzyby jadalne.